# Turkistan Arena
Die Turkistan Arena (kasachisch Түркістан арена) ist ein Fußballstadion mit Leichtathletikanlage in der südkasachischen Stadt Türkistan, das mehrere Sporthallen für in der Region beliebte Sportarten wie Akrobatik, Boxen, Gewichtheben, Sportgymnastik, Tischtennis und Yoga sowie ein Fitnessstudio. Daneben gibt es eine Kantine. Im Stadion finden neben Fußballspielen des ortsansässigen Fußballverein FK Turan auch Wettbewerbe in Leichtathletik und Bogenschießen statt.

## Geschichte
Der Bau wurde vom kasachischen Staatsfonds Samruk-Kazyna finanziert und von der BI Group gebaut. Die Arena befindet sich im Südosten der Stadt in einem Neubaugebiet.
Kritisiert wird in der kasachischen Presse, dass der Bau zu teuer erscheine, denn in Ländern wie der Türkei, Tschechien oder Rumänien wurden Stadien für 15.000 bis 25.000 Zuschauer für 20 bis 25 Millionen US-Dollar gebaut. Aus Fußballersicht wurde sich über den Windzug im Stadion beschwert, der sich aufgrund der fehlenden Tribünen bzw. des fehlenden Windschutzes hinter den Toren bilden kann. Die Pressevertreter bemängelten das Fehlen einer Pressetribüne und entsprechender Plätze für Videokameras.
Beim ersten Meisterschaftsspiel in der Arena zwischen Turan und dem FK Astana am 14. März 2021 kam es zu einer Wasserschlacht auf dem Spielfeld. In den Stunden vor Anpfiff hatte es innerhalb von 18 Stunden die Niederschlagsmenge des Monats niedergeregnet. Turan beantragte eine Spielverschiebung, der jedoch nicht nachgekommen ist. Nach dem Spiel wurde den Platzverhältnisse scharf kritisiert. Es wurde eine Kommission zur Überprüfung des Entwässerungssystems des Stadions einberufen und der Bauherr, die BI Group, kündigte an, alle Mängel auf eigene Kosten zu beseitigen. Die Staatsanwaltschaft schaltete sich ein. Der Politiker Asat Peruaschew kritisierte den Bauherren, die Monopolisierung des Bausektors und die Korruption in Kasachstan. „Mittlerweile werden die größten Bauprojekte des Landes von denselben zwei bis drei Unternehmen ausgeführt“, so Peruaschew.